# Panonija
Panonija (cyr. Панонија) – wieś w Serbii, w Wojwodinie, w okręgu północnobackim, w gminie Bačka Topola. W 2011 roku liczyła 607 mieszkańców.